# Fernando Deluqui
Fernando Deluqui Vasquez (São Paulo, 25 de março de 1962) é um guitarrista e vocalista brasileiro, conhecido principalmente por ser membro da banda RPM e por sua passagem pelos Engenheiros do Hawaii.
Também apresentou o programa de viagens Deluqui Nau no canal PlayTV.

## Biografia
Fernando Deluqui Vasquez é filho de Newton Vasquez, diretor de uma importante empresa paulista, e de D. Lia Vasquez. Começou a se interessar por música através das aulas de bateria, aos seis anos, com a professora Arlete Marcondes.
Desde o início de sua carreira como um dos fundadores do RPM, a banda-símbolo da maior febre do rock nacional dos anos 80, Deluqui vem firmando sua identidade como um dos mais conhecidos guitarristas do Brasil.

### 1989-1994-1995
Após o fim do RPM em 89 Fernando Deluqui participa do início da carreira solo de seu companheiro de RPM Paulo Ricardo com parcerias, gravando as guitarras e as tocando nos shows. Em 94 é lançado o disco intitulado "Paulo Ricardo RPM" um disco de rock onde Deluqui dita o ritmo. Esse disco é um dos melhores trabalhos de Deluqui como guitarrista.
Em 1995, Deluqui entra para os Engenheiros do Hawaii, gravando o álbum Simples de Coração, um divisor de águas na sonoridade da banda.

### 1996-2000-2002
Depois sua saída dos Engenheiros do Hawaii em 96, Deluqui dá uma pausa em sua carreira e se tranca em seu studio.No ano de 2000 reaparece com seu primeiro disco solo homônimo, com 13 faixas aonde Deluqui gravou todos os instrumentos, esse disco independente chamou a atenção da gravadora Universal que propôs em relançar o disco gerando assim o disco "Ouro do Gueto" que além das canções do disco "Fernando Deluqui" conteria 3 músicas inéditas, projeto esse que foi cancelado por causa da volta do RPM.
Em 2002, retorna aos palcos com o RPM e conquista CD e DVD de platina, com o disco MTV RPM 2002. Apesar do súbito fim da banda, o guitarrista se une ao tecladista e maestro Luiz Schiavon, seu parceiro no RPM, e ao músico André Lazzarotto. Os três lançam o disco LS&D: Viagem Na Realidade, tendo como principal sucesso a canção Madrigal, executada na abertura da telenovela Cabocla (2004), da Rede Globo.

### 2005-2007-2008
Em 2005, Deluqui apresenta o show 80s Delux, projeto idealizado pelo músico que oferece ao público um resgate bem cuidado do pop-rock nacional e internacional da década de 80. Acompanhado de mais três músicos, Deluqui ainda apresenta programações eletrônicas no show.
Em 2007, Deluqui lança seu segundo disco solo, intitulado Delux. O CD é marcado por canções pop e parcerias de Deluqui com compositores como Tatá Aeroplano e Luiz Schiavon, na canção Chuva, e Humberto Gessinger, dividindo composição e vocais na canção Porão. Com o lançamento, Deluqui começa uma agenda de divulgação, participando de vários programas de rádio e TV, e coloca um novo show na estrada passando por vários estados do país. Desse disco também foi lançado um vídeo da música Explode o amor, executado na MTV.
Alguns destaques dessa turnê são os shows de 2008, nos quais Deluqui participou de grandes eventos, como a Virada Cultural em São Paulo, Planeta Almarock Festival em Blumenau (SC), Festa do Pinhão em Curitiba (PR) e o último show do ano em Belo Horizonte, no Freegells Music Hall, quando contou com as participações de Kiko Zambianchi, Guilherme Isnard e Ritchie. Outro show que merece destaque realizado naquele mesmo ano foi Delux Plays Hendrix, uma noite de tributo ao guitarrista Jimi Hendrix, uma das maiores influências de Deluqui. O show teve a participações de mais dois guitarristas seguidores de Hendrix, Edgard Scandurra e Yves Passarell.

### 2009-2011
No início de 2009, Deluqui lança seu terceiro trabalho, O Jardim Secreto, um disco instrumental com 9 faixas gravadas com violões. Mas pro fim de 2010 Deluqui grava em São Paulo o seu primeiro DVD solo mas esse projeto está parado pois mais uma vez o RPM acerta mais uma volta aos palcos depois da apresentação do programa "Por toda minha vida" da Rede Globo.
Em 2011, Deluqui e os integrantes do RPM voltam as atividade nos palcos com músicas inéditas no novo cd do RPM, Elektra.

### 2014-presente
Com o RPM consolidado, a banda abre espaço para os integrantes trabalharem seus projetos individuais. Assim, Deluqui estreia o programa de TV "Deluqui Nau" na Play TV, um programa de viagens onde Deluqui e sua esposa viajam para vários lugares do mundo, sem roteiro conhecendo diversos lugares culturas, Deluqui também lança o seu mais novo trabalho solo que leva o mesmo nome do seu programa. O EP Deluqui Nau contem 5 faixas inéditas com a produção dos consagrados produtores Tadeu Patolla e Lampadinha.

## Discografia
Carreira Solo
- 2000 - Fernando Deluqui
- 2001 - Ouro do Gueto
- 2007 - Delux
- 2009 - Jardim Secreto
- 2014 - Nau
- 2015 - Fernando Deluqui - Ao Vivo em Novo Horizonte (DVD)

com a banda "RPM"
- 1985 - Revoluções Por Minuto
- 1986 - Rádio Pirata Ao Vivo
- 1987 - Homo Sapiens / Feito Nós - RPM & Milton Nascimento
- 1988 - Quatro Coiotes
- 2002 - MTV RPM 2002 (CD e DVD)
- 2011 - Elektra
- 2023 - Sem Parar

com Paulo Ricardo
- 1989 - Paulo Ricardo
- 1991 - Psico Trópico
- 1993 - Paulo Ricardo & RPM

com a banda "Engenheiros do Hawaii"
- 1995 - Simples de Coração

com a banda "LS&D"
- 2004 - Viagem na Realidade

Participação em outros projetos
| Ano  | Banda/Artista                | Álbum                                           | Info                                            | Ref.  |
| ---- | ---------------------------- | ----------------------------------------------- | ----------------------------------------------- | ----- |
| 2000 | Evaldo Santana               | Evaldo Santana                                  | Participação na faixa "Beija-Flor"              | [ 7 ] |
| 2007 | Vários Artistas              | Festa Ploc 80's 2 - O Melhor Da Festa Ploc 80's | Guitarra na faixa "Nós Vamos Invadir Sua Praia" | [ 8 ] |
| 2007 | Rolando Boldrin e Convidados | Sr. Brasil - Volume 2                           | Participação na faixa "Madrigal"                | [ 9 ] |
| 2014 | Cabine C                     | Fósforos de Oxford                              | Guitarra na música "Tão Perto"                  | [ 4 ] |

## Filmografia
| Anos/Período | Programa    | Emissora | Papel        | Ref.  |
| ------------ | ----------- | -------- | ------------ | ----- |
| 2014 - 2019  | Deluqui Nau | Play TV  | Apresentador | [ 4 ] |